# Andrej Toltsjikov
Andrej Toltsjikov (Homel, 1991) is een Wit-Russische dammer die in de Nederlandse damcompetitie in het seizoen 2011/12 uitkwam voor Damclub Westerhaar die in dat seizoen landskampioen werd. 
Hij won het wereldkampioenschap voor aspiranten in 2003 in Hijken na een herkamp met Raido Värik en Klaas Hendrik Leijenaar. 
Hij won het wereldkampioenschap voor junioren in 2008 en 2009 na de 3e plaats in 2006 en de 2e plaats in 2007. 
Hij won het Wit-Russische kampioenschap in 2009, 2012 en 2013. 
Zijn beste resultaten in internationale kampioenschappen zijn de 13e plaats in het Europees kampioenschap 2012 in Emmen en de 13e plaats in de B-finale van het wereldkampioenschap 2013 in Oefa. 

## Resultaten in internationale kampioenschappen
Hij nam twee keer deel aan het Europees kampioenschap met de volgende resultaten: 
| Jaar | Locatie     | Klassering | Score | W–R-V |
| ---- | ----------- | ---------- | ----- | ----- |
| 2010 | Murzasichle | 15e        | 9-11  | 3-5-1 |
| 2012 | Emmen       | 13e        | 9-11  | 3-5-1 |

Hij nam één keer deel aan het wereldkampioenschap met het volgende resultaat: 
| Jaar | Locatie | Klassering      | Score | W-R-V |
| ---- | ------- | --------------- | ----- | ----- |
| 2013 | Oefa    | 13e in B-finale | 9-10  | 2-6-1 |